# Robert Lewis (Musiker)
Robert „Son Fewclothes“ Lewis (* 10. März 1900 in New Orleans; † 24. Juni 1964 ebenda) war ein US-amerikanischer Schlagzeuger (Basstrommel) in Brass Bands in New Orleans.
Er war einer der bekanntesten Bass-Trommel-Spieler in Marching Bands in New Orleans. Zuerst spielte er Mitte der 1920er Jahre mit der Tulane Brass Band und mit der Band des Trompeters  Chris Kelly. In den 1930er Jahren spielte er mit Kid Rena und danach 25 Jahre mit der Eureka Brass Band. Nach einem Schlaganfall 1963 musste er das Spiel aufgeben.